# Modest Tsjajkovski
Modest Iljitsj Tsjajkovski (Russisch: Моде́ст Ильи́ч Чайко́вский) (Alapajevsk, 13 mei 1850 - Moskou, 15 januari 1916) was de jongere broer van de Russische componist Pjotr Iljitsj Tsjajkovski. Zelf was hij dichter en dramaturg en vertaalde hij werk van Shakespeare. Zo maakte hij het libretto voor zijn broers opera's Iolanta en Schoppenvrouw en het libretto van Rachmaninovs opera Francesca da Rimini, naar Dantes Divina Commedia.
Na de dood van zijn broer Pjotr maakte hij ook een herziene versie van diens ballet Het Zwanenmeer. Hij is de eerste Rus die een biografie schreef over de componist. Modest was (evenals zijn broer Pjotr) openlijk homoseksueel. Van 1875 tot begin 1893 zorgde Modest als leraar en opvoeder voor de doofstomme Nikolaj Germanovitsj Konradi die hij leerde spreken. Nikolaj Germanovitsj Konradi was een zoon van schatrijke ouders en was acht jaar oud toen hij onder de hoede kwam van Tsjajkovski. Modest hield van deze jongen als ware het zijn eigen zoon, maar hij zou er nooit een relatie mee hebben gehad.

## Noot
1. ↑   “Gay Love-Letters from Tchaikovsky to his Nephew Bob Davidof", The Great Queens of History, 19 oktober 2002

- Biblioteca Nacional de España: XX885929
- Bibliothèque nationale de France: cb13546133z (data)
- Gemeinsame Normdatei: 116430796
- International Standard Name Identifier: 0000 0001 2104 1141
- Library of Congress Control Number: n81033124
- Nationale Bibliotheek van Letland: 000270843
- MusicBrainz: b28b2f3a-c41a-496c-a129-c0b0197204b9
- Nationale Bibliotheek van Tsjechië: js20020925161
- Nationale Bibliotheek van Israël: 987007273766905171
- Nederlandse Thesaurus van Auteursnamen: 067976522
- Istituto Centrale per il Catalogo Unico: NAPV073359
- SNAC: w6nc6kmw
- Système universitaire de documentation: 079581862
- Trove: 967419
- Virtual International Authority File: 120738072
- WorldCat: E39PBJktvG9twgQYrC4pdvx4bd